# Sutee Suksomkit
Sutee Suksomkit (Trat, 5 giugno 1978) è un allenatore di calcio ed ex calciatore thailandese, di ruolo attaccante, vice allenatore del Lampang.

## Caratteristiche tecniche
Era una punta centrale, ma poteva essere impiegato anche come ala sinistra o come trequartista.

## Carriera

### Giocatore

#### Club
Ha cominciato a giocare in patria, al Thai Farmers Bank. Nel 2001 si è trasferito a Singapore, al Tanjong Pagar United. Dopo due ottime stagioni, nel 2003 viene acquistato dall'Home United. Nel 2007 passa al Tampines Rovers. Nel 2009 viene acquistato dal Melbourne Victory, squadra della massima serie australiana. Nel 2010 è tornato in patria, al Bangkok Glass. Nel 2013 si è trasferito al Suphanburi. Nel 2015, dopo aver giocato al TTM Bangkok, è passato al Krabi, con cui ha concluso la propria carriera.

#### Nazionale
Ha debuttato in Nazionale nel 2000. Ha partecipato, con la Nazionale, alla Coppa d'Asia 2000, alla Coppa d'Asia 2004 e alla Coppa d'Asia 2007. Ha collezionato in totale, con la maglia della Nazionale, 67 presenze e 13 reti.

### Allenatore
Comincia la propria carriera allenando, nel 2016, il Bangkok. Il 25 marzo 2017 diventa vice allenatore del Lampang.

## Palmarès

### Giocatore

#### Competizioni nazionali
- Thai Premier League: 2

Thai Farmers Bank: 1995, 2000

#### Competizioni internazionali
- AFC Champions League: 2

Thai Farmers Bank: 1993-1994, 1994-1995
- Coppa dei Campioni afro-asiatica: 1

Thai Farmers Bank: 1994